# Janina Kilian-Stanisławska

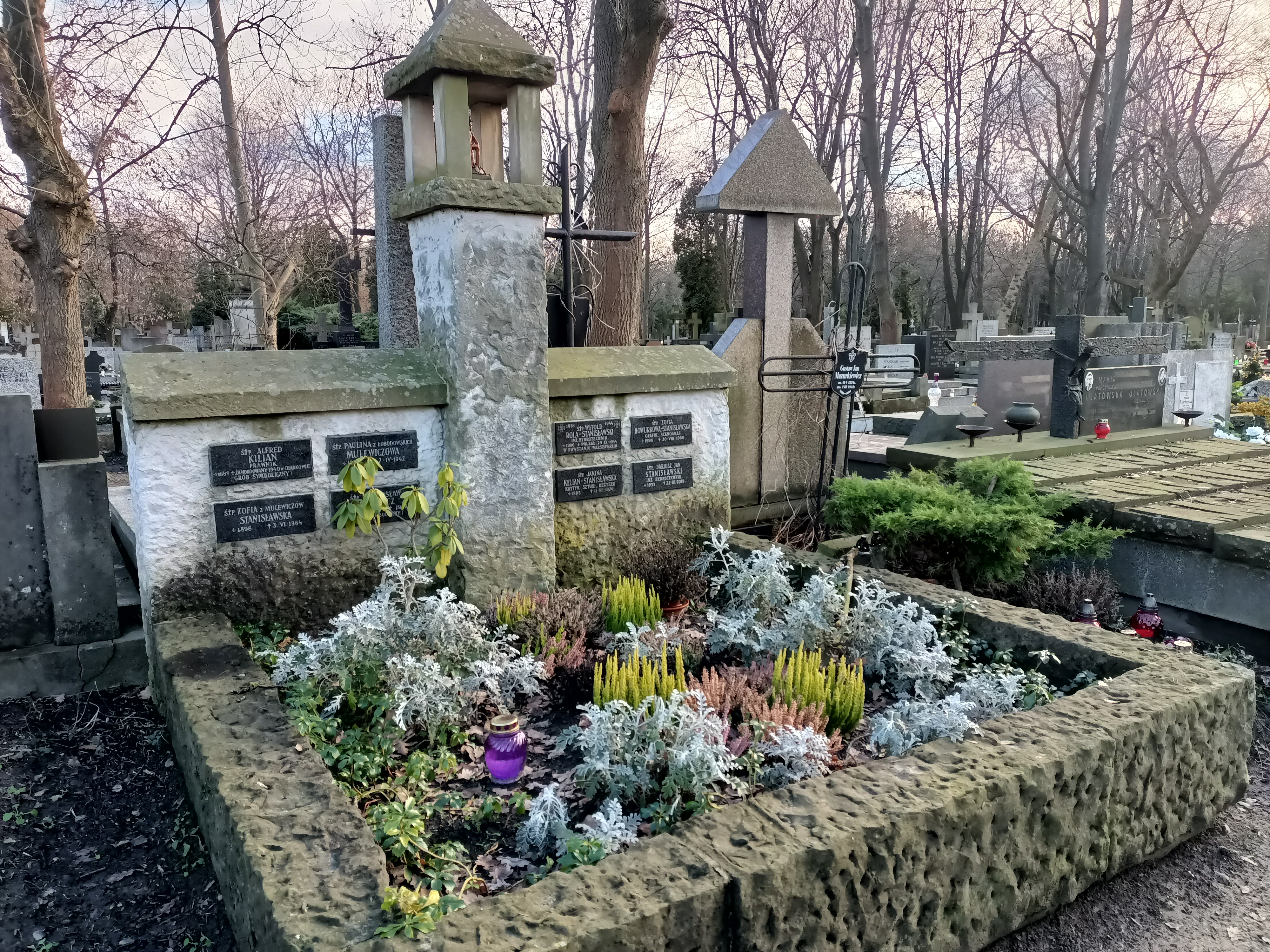
Nagrobek Janiny Kilian-Stanisławskiej na cmentarzu Powązkowskim w Warszawie

Janina Kilian-Stanisławska (ur. 12 listopada 1898 w Kosowie Huculskim, zm. 11 listopada 1974 w Warszawie) – polska reżyserka teatru lalkowego, krytyczka sztuki, scenografka. Siostra scenografki Zofii Stanisławskiej-Howurkowej, matka Adama Kiliana, babcia Jarosława Kiliana.

## Życiorys
Ukończyła gimnazjum we Lwowie. Obroniła maturę w Wiedniu w czasie I wojny światowej. Studiowała w Instytucie Sztuk Plastycznych we Lwowie (1920–1923), na Wydziale Sztuki Uniwersytetu Jana Kazimierza oraz uzupełniająco grafikę użytkową w Wiedniu. Od 1925 r. była współredaktorką lwowskiego pisma Świat Kobiecy, dla którego pisała na temat teorii sztuki. W latach 1926–1930 publikowała recenzje plastyki w Gazecie Porannej. Współpracowała także ze lwowską rozgłośnią Polskiego Radia, tamtejszym Dziennikiem Polskim oraz czasopismami warszawskimi (Wiadomości Literackie, Kurier Poranny, Arkady, Płomyczek) jako ilustratorka, krytyk sztuki oraz autorka opowiadań dla dzieci. Pierwszy domowy teatrzyk lalkowy założyła wraz z siostrą Zofią Stanisławską-Howurkową w latach 30. XX wieku. W kwietniu 1940 r. została wysiedlona z synem Adamem do Tiek-Tiek w Kazachstanie. Od 1942 r. była specjalistką do spraw wyrobu lalek w ewakuowanym do Ałma-Aty Mosfilmie. Pracowała też jako instruktorka sztuki (modelowania i zabawkarstwa) w Ochronce Polskiej nr 11 w Samarkandzie oraz mąż zaufania w tamtejszej Delegaturze Polskiej. Założyła w tym mieście teatr lalek Niebieskie Migdały, który w maju 1945 r. stał się częścią Uzbeckiej Filharmonii Państwowej. Od grudnia 1945 r. pracowała nieetatowo w Ambasadzie Polskiej w Moskwie oraz odbywała praktykę w teatrze lalek Siergieja Obrazcowa. W maju 1946  r. wróciła do Polski. Do września 1949 r. pracowała jako radca w Ministerstwie Kultury i Sztuki oraz inspektor teatrów dla dzieci i młodzieży. Od września 1946 r. do listopada 1950 r. była kierownikiem artystycznym Niebieskie Migdałów, które były wówczas autonomiczną sceną Teatru Groteska w Krakowie. W latach 1946–1948 była wykładowczynią kukiełkarstwa w PWST w Warszawie z tymczasową siedzibą w Łodzi. Od 1947 r. do sierpnia 1952 r. kierowała założonym przez siebie Studiem Dramatycznym Teatru Lalek (od 1950: Państwowa Szkoła Dramatyczna Teatru Lalek) z siedzibą w Krakowie (w 1948 przeniesione do Warszawy). Od listopada 1950 r. do końca sezonu 1970/71 pracowała jako reżyser w Niebieskich Migdałach (od 1950 r. – Teatr Lalka). Reżyserowała także gościnnie w Teatrze Lalki i Aktora w Lublinie, Teatrze Dzieci Zagłębia w Będzinie i Teatrze Lalek Banialuka w Bielsku-Białej. Publikowała artykuły w pismach Teatr i Teatr Lalek oraz podręcznik Teatr Lalek (Warszawa, Wydawnictwo Związkowe CRZZ, 1953). 
Zmarła w Warszawie, pochowana na cmentarzu Powązkowskim (kwatera 146-2-16,17).

## Ważniejsze prace reżyserskie
- Pani Twardowska Adama Mickiewicza (pierwsza premiera w historii Niebieskich Migdałów 22 X 1945)
- Kopciuszek (tekst własny) (1948)
- Bajka o rybaku i rybce Aleksandra Puszkina (1950)
- Pan Drops i jego trupa Jana Brzechwy (1950)
- Smok w Nieswarowie Bedřicha Svatonia (1955)
- Świniopas Jadwigi Żylińskiej (1958)
- Pinokio (tekst własny) (1968)

## Ordery i odznaczenia
- Krzyż Kawalerski Orderu Odrodzenia Polski (1970)[2]
- Medal 10-lecia Polski Ludowej (19 stycznia 1955)[3]